# SMS Yorck
SMS Yorck là chiếc thứ hai cũng là chiếc sau cùng trong lớp tàu tuần dương bọc thép Roon của Hải quân Đế quốc Đức. Yorck được đặt tên theo Ludwig Yorck von Wartenburg, vị thống chế người Phổ; con tàu được đặt lườn tại xưởng tàu của hãng Blohm & Voss ở Hamburg và hoàn tất vào tháng 11 năm 1905 với phí tổn 16.241.000 Mác. Nó có trọng lượng choán nước 9.875 tấn (9.719 tấn Anh; 10.885 tấn Mỹ) và được trang bị dàn pháo chính bao gồm bốn khẩu pháo 21 cm (8,3 in) SK L/40; nó đạt được tốc độ tối đa 20,4 kn (37,8 km/h; 23,5 mph).
Yorck chỉ có một quãng đời phục vụ ngắn ngủi; nó hoạt động cho hạm đội được bảy năm trước khi ngừng hoạt động và được đưa về lực lượng dự bị. Khi Chiến tranh Thế giới thứ nhất nổ ra, nó được tái huy động và đưa ra phục vụ tại tuyến đầu. Khi quay trở về sau chiến dịch bắn phá Yarmouth vào ngày 3 tháng 11 năm 1914, nó mắc phải sai lầm dẫn đường trong hoàn cảnh sương mù nặng, và đã đi nhầm vào một bãi thủy lôi phòng thủ của Đức. Trúng phải hai quả thủy lôi, con tàu lật úp và chìm nhanh chóng với tổn thất nhân mạng nặng nề; nhưng các nguồn khác nhau không thống nhất về con số tổn thất chính xác. Vị chỉ huy của nó sau đó bị truy tố trước tòa án binh về tội cẩu thả. Xác tàu đắm của Yorck được dọn sạch dần dần, bắt đầu từ năm 1929-1930, lặp lại vào năm 1965 và chỉ hoàn tất vào đợt cuối cùng giữa những năm 1980.

## Thiết kế và chế tạo

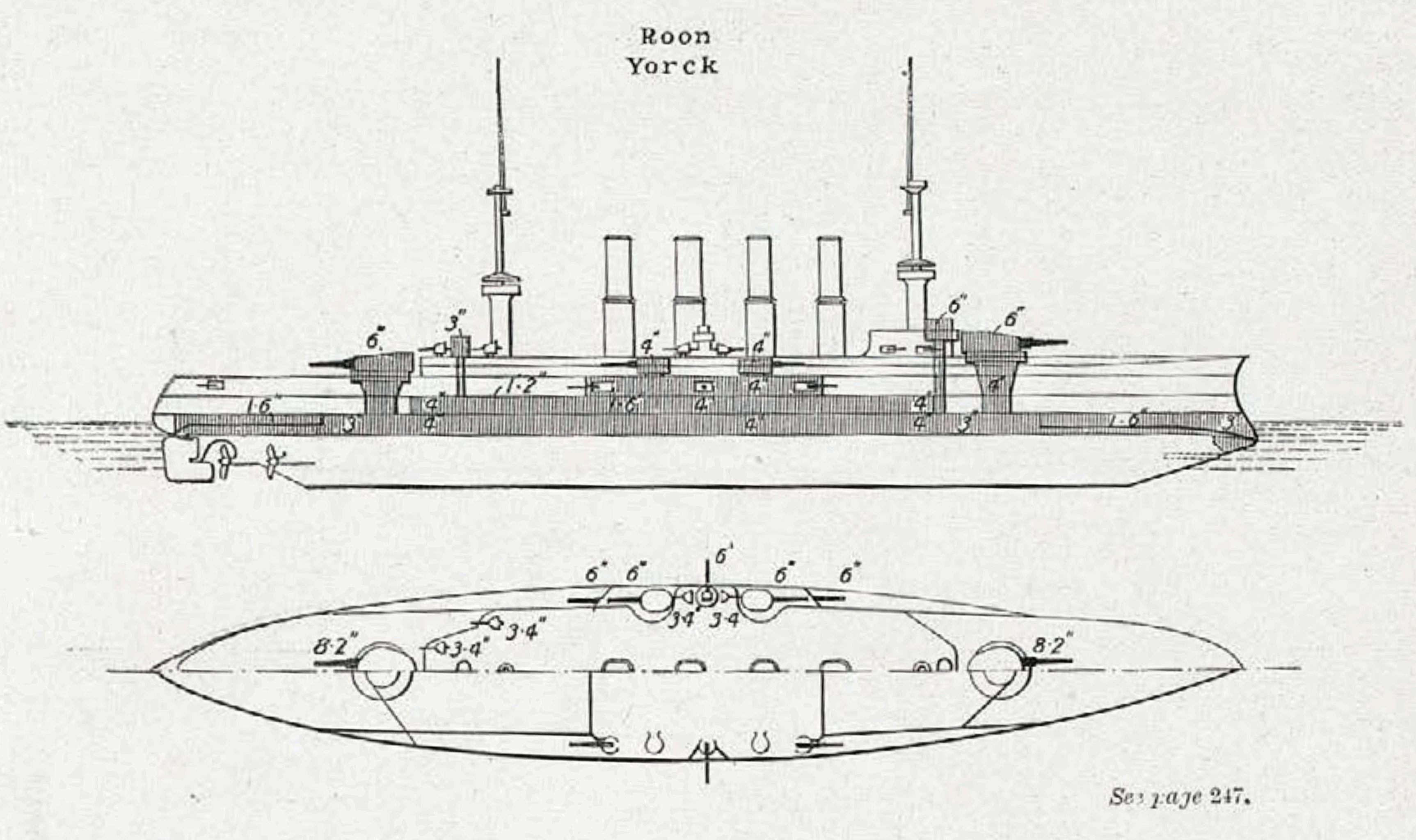
Sơ đồ lớp tàu tuần dương lớp Roon

Yorck được đặt hàng dưới cái tên tạm thời Ersatz Deutschland như là sự thay thế cho chiếc tàu frigate bọc sắt cũ Deutschland, vốn được đổi tên thành Jupiter và cải biến thành một tàu mục tiêu. Nó được chế tạo tại xưởng tàu của hãng Blohm & Voss ở Hamburg dưới số hiệu chế tạo 167, được đặt lườn vào tháng 2 năm 1903 và được hạ thủy vào ngày 14 tháng 5 năm 1904 dưới sự hiện diện của  Thống chế Wilhelm von Hahnke. Công việc trang bị hoàn tất vào ngày 21 tháng 11 năm 1905 và nó được đưa vào hoạt động với Hải quân Đức cùng ngày hôm đó. Con tàu đã làm tiêu tốn của Chính phủ Đức 16.241.000 Mác.
Yorck có trọng lượng choán nước tiêu chuẩn 9.087 t (8.943 tấn Anh; 10.017 tấn Mỹ) và lên đến 9.875 t (9.719 tấn Anh; 10.885 tấn Mỹ) khi đầy tải; với một chiều dài 126,5 m (415 ft), mạn thuyền rộng 19,6 m (64 ft) và độ sâu của mớn nước là 7,43 m (24,4 ft) phía trước. Nó được vận hành bởi ba động cơ hơi nước ba buồng bành trướng, tạo một công suất tổng cộng 17.272 mã lực chỉ (12.880 kW) và đạt đến tốc độ tối đa khi chạy thử máy là 20,4 kn (37,8 km/h; 23,5 mph). Nó chở theo cho đến 1.630 t (1.600 tấn Anh; 1.800 tấn Mỹ) than, cho phép có tầm hoạt động tối đa 5.080 hải lý (9.410 km; 5.850 mi) khi di chuyển ở tốc độ đường trường 12 kn (22 km/h; 14 mph).
Nó được trang bị bốn khẩu pháo 21 cm (8,3 in) SK L/40 bố trí trên hai tháp pháo nòng đôi, gồm một phía trước và một phía sau cấu trúc thượng tầng. Dàn pháo hạng hai bao gồm mười khẩu 15 cm (5,9 in) và mười bốn khẩu 8,8 cm (3,5 in); bốn ống phóng ngư lôi ngầm 45 cm (18 in) được phân bố gồm một trước mũi, một phía đuôi và một mỗi bên mạn.

## Lịch sử hoạt động

### Các hoạt động trước chiến tranh
Sau khi được đưa vào hoạt động, Yorck phục vụ cùng Hải đội Tuần dương. Franz von Hipper, sau này là Tổng tư lệnh Hải quân Đức, đã là chỉ huy của con tàu từ ngày 1 tháng 10 năm 1911 đến ngày 26 tháng 1 năm 1912. Vào đầu tháng 3 năm 1913, hạm đội tiến hành cơ động tại vùng biển ngoài khơi đảo Helgoland tại Bắc Hải. Sáng sớm ngày 4 tháng 3 khi biển đang động mạnh, tàu khu trục S178 đi chệch khỏi đội hình và tìm cách băng ngang trước mũi Yorck. Một cơn sóng lớn xô chiếc tàu khu trục ngay vào mũi chiếc tàu tuần dương, làm cắt đôi S178. Chỉ có 13 người trong tổng số 83 thành viên thủy thủ đoàn của chiếc tàu khu trục được cứu vớt do thời tiết quá xấu.
Yorck được cho ngừng hoạt động và đưa về lực lượng dự bị vào tháng 5 năm 1913, khi hầu hết thủy thủ của nó chuyển sang chiếc tàu chiến-tuần dương Seydlitz vừa mới hoàn tất. Giờ đây đã là Phó tư lệnh Hải đội Tàu chiến-tuần dương, Hipper cho rằng "Seydlitz có một tinh thần mạnh và một ý chí rất cao, được thừa hưởng từ tinh thần của thủy thủ chiếc Yorck cũ." Vào ngày 12 tháng 8 năm 1914, Yorck được cho tái hoạt động khi có nguy cơ chiến tranh bùng nổ, và được phân về Đội Tuần tiễu 3.

### Chiến tranh Thế giới thứ nhất

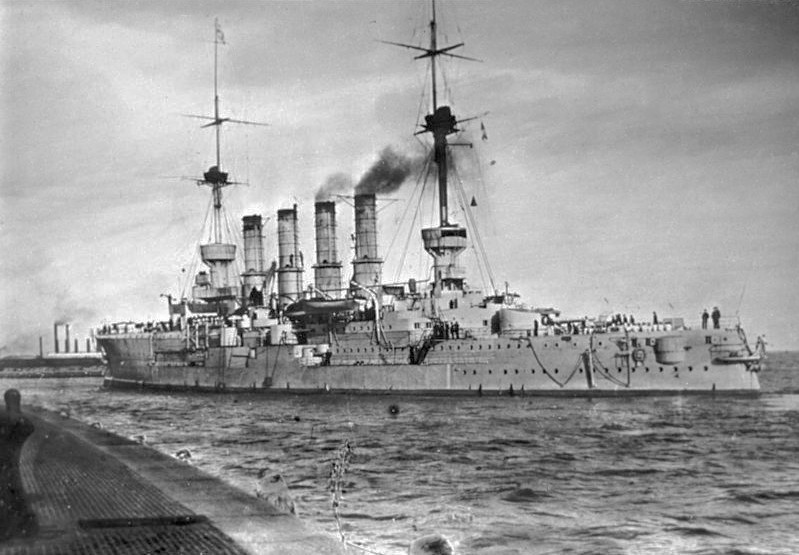
Một chiếc không xác định thuộc lớp Roon

Vào ngày 3 tháng 11 năm 1914, Yorck tham gia hoạt động tác chiến đầu tiên trong chiến tranh do Hải quân Đức tiến hành. Nó được phái tăng cường cho lực lượng của Đội Tuần tiễu 1, vốn bao gồm các tàu chiến-tuần dương Seydlitz, Moltke và Von der Tann cùng tàu tuần dương bọc thép lớn Blücher. Dưới quyền chỉ huy của Hipper, đơn vị này được giao nhiệm vụ bắn phá Yarmouth tại bờ biển nước Anh. Bốn chiếc tàu chiến lớn đã bắn phá thị trấn ven biển, nhưng chỉ gây ít thiệt hại, đồng thời đánh chìm tàu ngầm D5 của đối phương. Khi quay trở về Heligoland Bight cuối ngày hôm đó, lực lượng của Hipper gặp phải sương mù nặng, ngăn trở các con tàu có thể tiến vào Wilhelmshaven; thay vì vậy chúng phải thả neo qua đêm tại vũng biển Schillig. Yorck tìm cách đi vào Wilhelmshaven lúc sáng sớm ngày 4 tháng 11, nhưng hoa tiêu của nó đã mắc sai lầm khi dẫn đường khiến nó đi ngay vào một bãi mìn phòng thủ của Đức. Yorck trúng phải hai quả thủy lôi, lật úp và chìm nhanh chóng với tổn thất nhân mạng nặng nề.
Các nguồn khác nhau không thống nhất về con số tổn thất chính xác của Yorck; tác giả Tarrant cho rằng có 127 người trong tổng số 629 thành viên thủy thủ đoàn được cứu vớt, trong khi Erich Gröner cho rằng chỉ có 336 người thiệt mạng; Daniel Butler cho biết "khoảng 235 người" đã chết trong vụ đắm tàu. Một bài tường thuật trên báo New York Times vào lúc đó cho rằng con tàu chìm "với tổn thất trên 300 người". Vị chỉ huy của Yorck, Đại tá Hải quân Piper, nằm trong số những người được cứu sống. Vào tháng 12 năm 1914 ông bị đưa ra tòa án binh và bị kết án có lỗi cẩu thả và bất tuân mệnh lệnh. Xác tàu đắm của Yorck được tháo dỡ một phần vào năm 1929-1930, một số công việc khác được tiến hành vào năm 1965, nhưng con tàu chỉ được tháo dỡ hoàn toàn khi công việc được tái tục vào năm 1982.